# Bell 429 GlobalRanger
Bell 429 GlobalRanger легкий вертоліт з двома двигунами розроблений Bell Helicopter та Korea Aerospace Industries, розроблений на основі вертольота Bell 427. Перший політ прототипу Bell 429 відбувся 27 лютого 2007, вертоліт отримав сертифікацію 1 липня 2009. Bell 429 має обладнання для пілотування однією особою.

## Розробка
Поштовхом розробки Bell 429 став пошук оновленого вертольота для галузі швидкої медичної допомоги. Спочатку для цього ринку призначався Bell 427, але не велика кабіна моделі 427 не підходила для розміщення ношів, а також системи не підтримували сертифікацію за правилами польотів за приладами. Оригінальною концепцією Bell відносно 429 було подовження моделі 427 (представлений як Bell 427s3i на вертолітному шоу 2004 HAI), але це було не те, що шукали Bell і їхні радники по роботі з клієнтами.

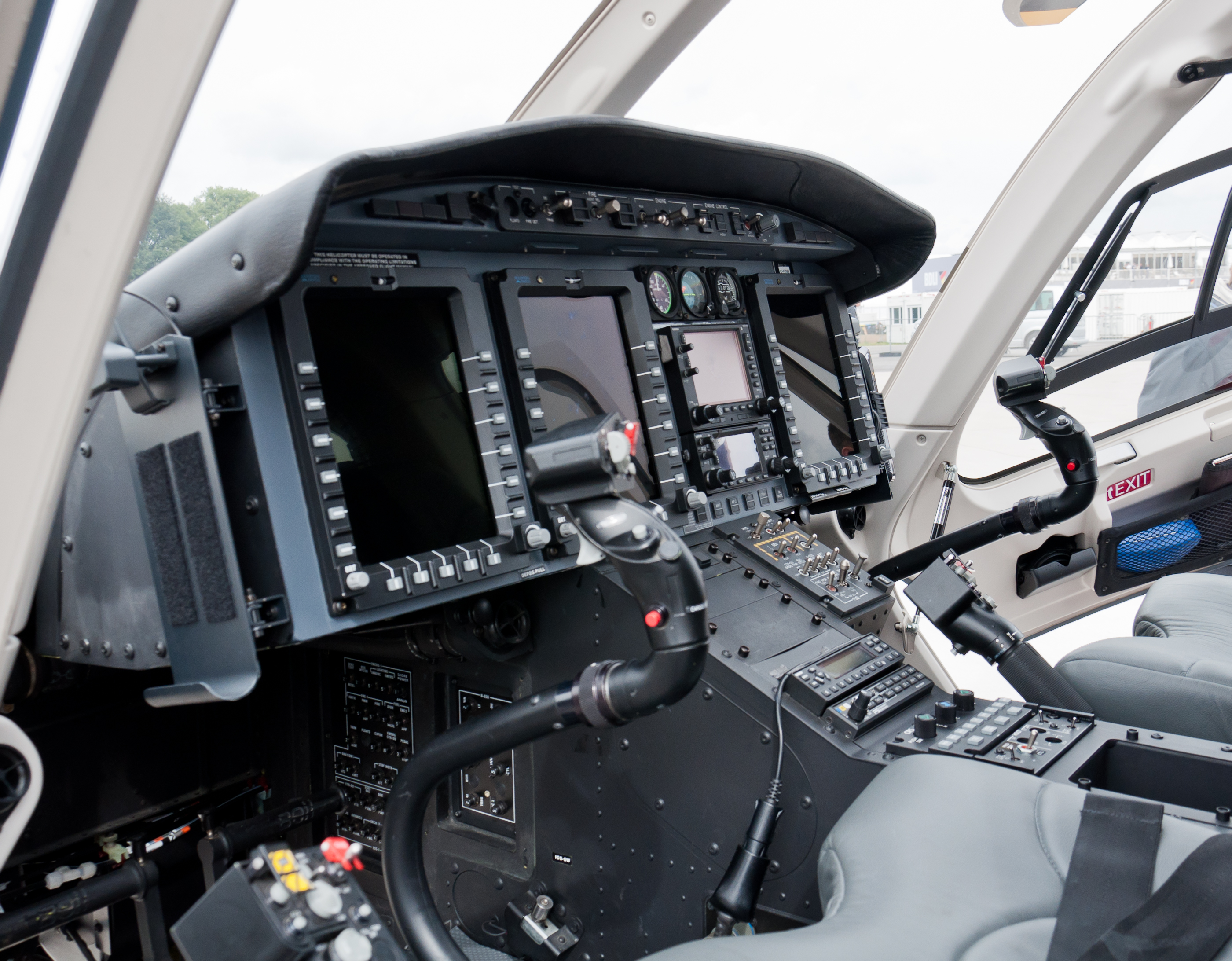
Кабіна Bell 429

Bell залишили роботи з планером 427 і звернули увагу на концепцію планера  MAPL (Modular Affordable Product Line — англ. Лінійка доступної модульної продукції) який був у концептуальній розробці у той час. У планері 429 використано нову модульну концепцію і передовий несний гвинт розроблений за програмою MAPL, але зберіг похідний двигун і систему приводу несного гвинта від 427. Базова модель модель має скляну кабіну і сертифікована для керування одним пілотом. Bell у співпрацював у розробці вертольота з Korea Aerospace Industries і Mitsui Bussan Aerospace.
Bell випробували більшість критичних компонентів технології MAPL за допомогою тестів моделі 427 у лютому 2006. Перший політ модель 429 здійснила 27 лютого 2007. Сертифікація планувалася на кінець 2007, але затримка у програмі, в першу чергу, викликана браком деталей і матеріалів, яка була загальною для всіх авіаційних виробників в цей період часу, призвели до розтягнення графіку розробки виробником. У жовтні 2007 було зроблено внутрішню конфігурацію. У лютому 2008 Bell мав три 429 для польотних тестів з загальним нальотом у 600 годин. 429 проходив висотні тести у Колорадо, а тестування на високі температури у Аризоні.

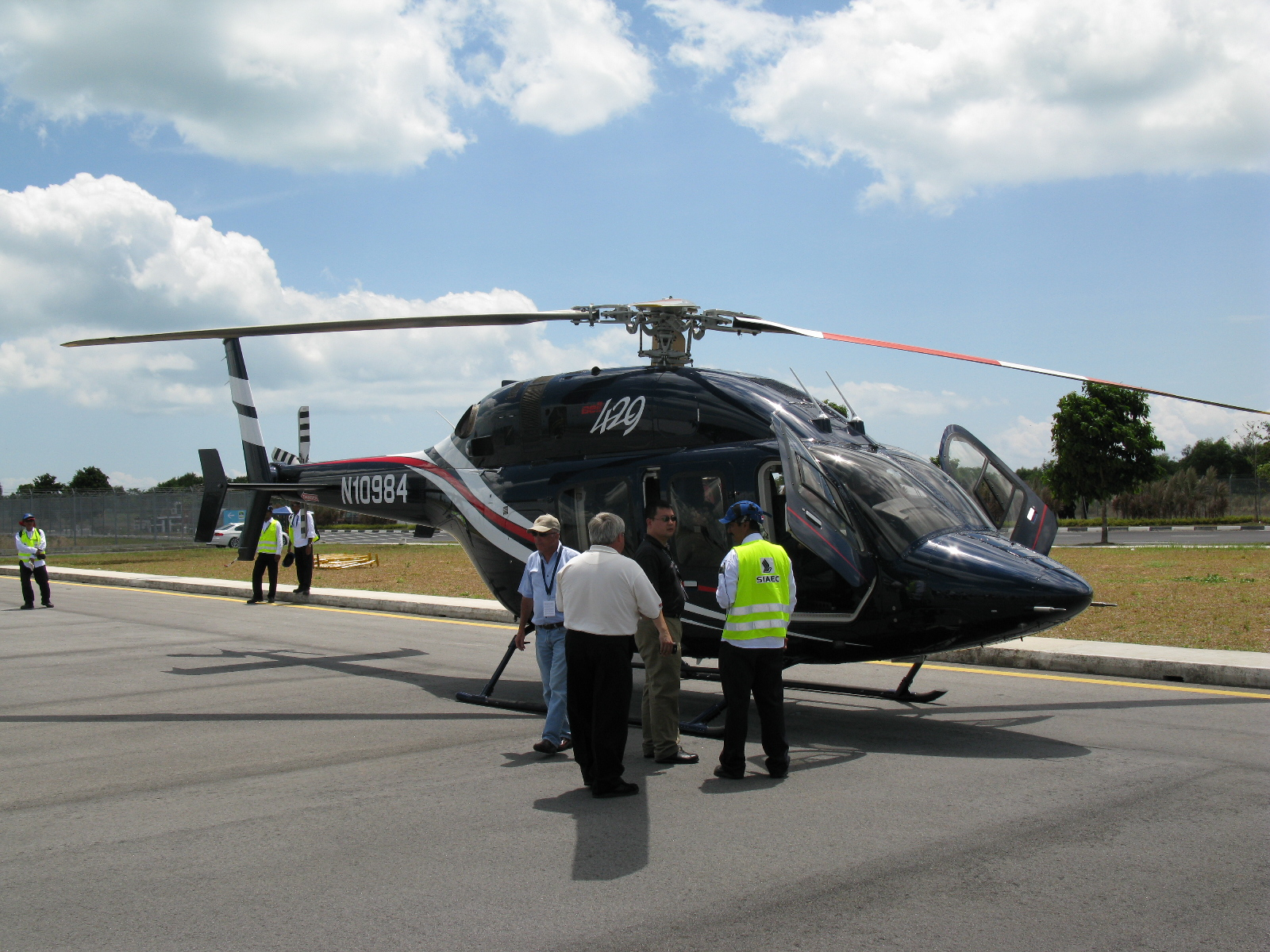
Bell 429 на сингапурському авіашоу 2010

Вертоліт отримав типову сертифікацію від Цивільної транспортної авіації Канади (TCCA) 1 липня 2009 і від Федерального управління цивільної авіації (FAA) 7 липня 2009. Сертифікацію EASA було проголошено на Helitech 24 вересня 2009. TCCA і влада деяких інших крани пізніше схвалили збільшення ваги для повітряних суден. Проте, FAA і EASA були не згодні з цим, що дозволило використовувати модель 429 береговою охороною Канади.
На червень 2009 на Bell 429 було отримано 301 замовлення.> Першим користувачем Bell 429 стала корпорація Air Methods, найбільший провайдер повітряної медичної допомоги у США. 7 липня 2009, перший вертоліт (с/н 57006) було передано Air Methods (власник) і Mercy One (оператор) на заводі Bell у Мірабель, Квебек.

## Конструкція
Bell 429 має чотирилопатеву систему несного гвинта з м'якими гнучкими балками. Лопаті гвинта зроблені з композитів. Хвостовий гвинт є поєднанням двох дволопатевих гвинтів які встановлені на нерівних інтервалах (утворюючи X) для зменшення шуму. Загальний об'єм кабіни складає 5,78 м³, об'єм пасажирської кабіни 3,68 м³, а об'єм багажного відділення 2,1 м³, з пласкою підлогою для встановлення ношей. Можливо встановлення задніх двостулчастих дверей для легшого завантаження пацієнтів.
Модель 429 має скляну кабіну з 3-осьовим автопілотом (можливо встановлення 4-осьового) і пілотажним обладнанням. Стандартним посадковим шасі є лижі. Можливо встановлення колісного шасі яке прибирається, що додає 5 вузлів до крейсерської швидкості. Вертоліт відноситься до Категорії A і може пілотуватися одним пілотом. Він може продовжувати політ на одну двигуні. Гарантія роботи головної трансмісії до обслуговування складає 5000 годин, а хвостової системи передач 3200 годин.

## Оператори
Австралія

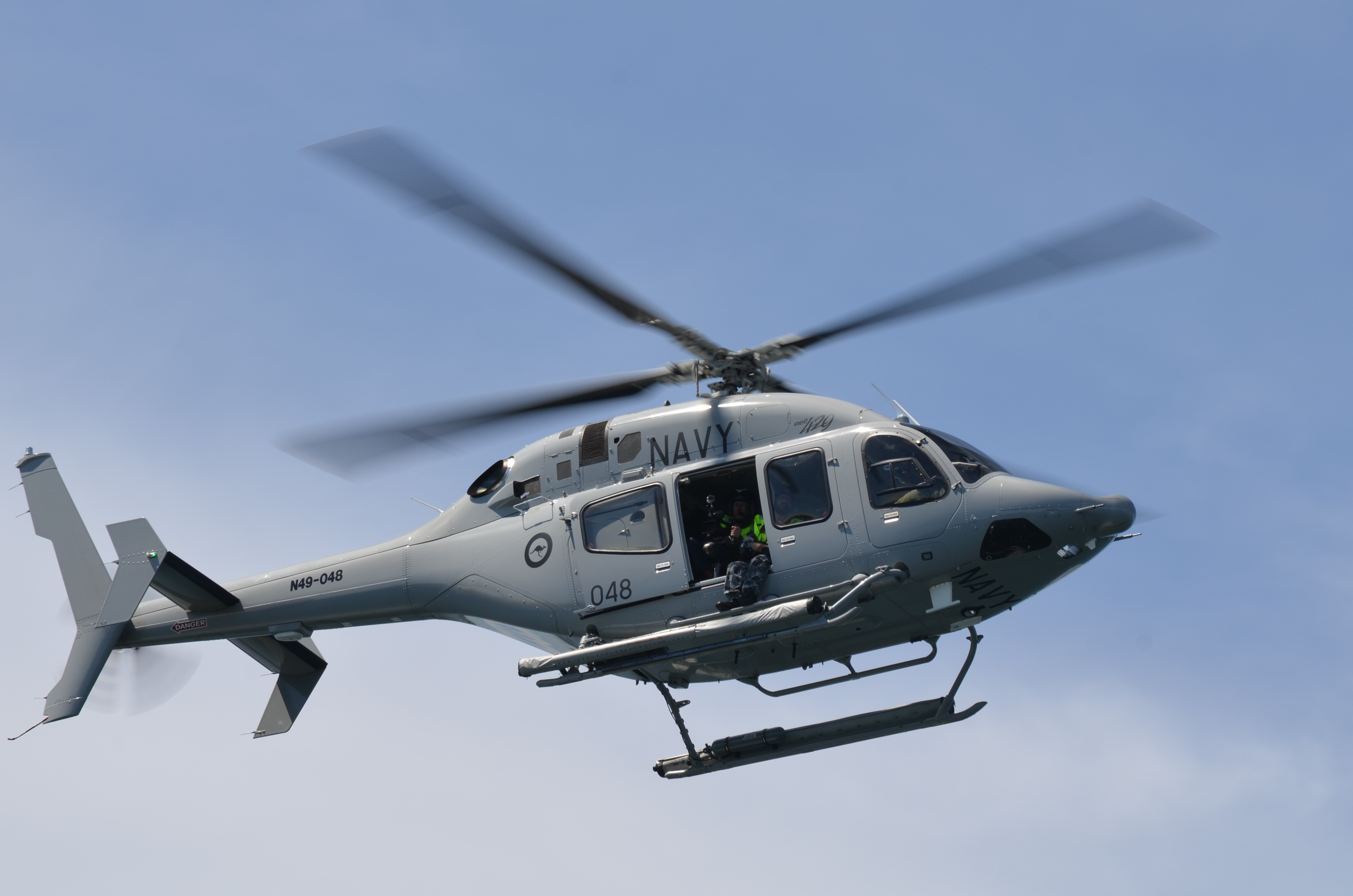
Вертоліт Bell 429 Королівських ВМС Австралії

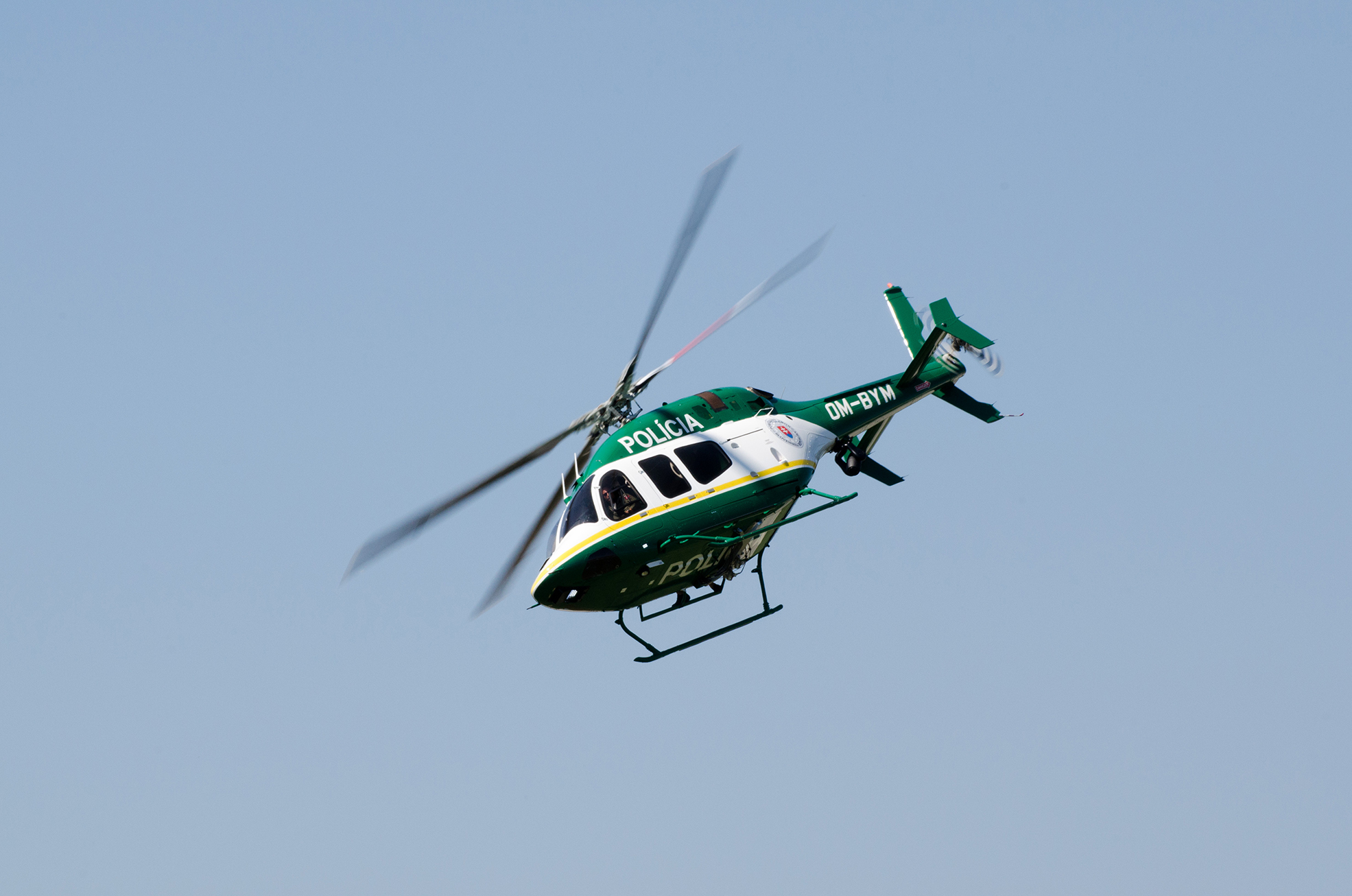
Вертоліт Bell 429 словацької поліції

- Королівський австралійський військово-морський флот[21]
- 723 ескадрилья RAN[22]

 Канада
- Берегова охорона Канади — 15 на службі[23][24]

 Словаччина
- Міністерство внутрішніх справ — 2 на службі[25]

 Швеція
- Національна поліція Швеція — 7 Bell 429 на службі з середини січня 2016.[26]

 Туреччина
- Головний департамент безпеки[27]

 США
- Поліція штату Делавер[28]
- Департамент поліції округу Феірфакс[29]
- Техаський університет A&M[30]
- Департамент поліції Нью-Йорка[31]
- Техас — CareFlite, базується у Гранд Плейр, замовлено два Bell 429. Один вертоліт доставлено та інший заплановано на доставку у грудні 2015. Обидва будуть прийняті на службу на початку 2016.[32]

 Велика Британія
- Повітряна швидка допомога Вілтшира[33]

 Україна
- «Глобал Ейр Компані» — 3, для виконання чартерних рейсів з 2011 року[34]

 Кувейт
- Повітряна швидка допомога Міністерства охорони здоров'я[35]

## Льотно-технічні характеристики (Bell 429)

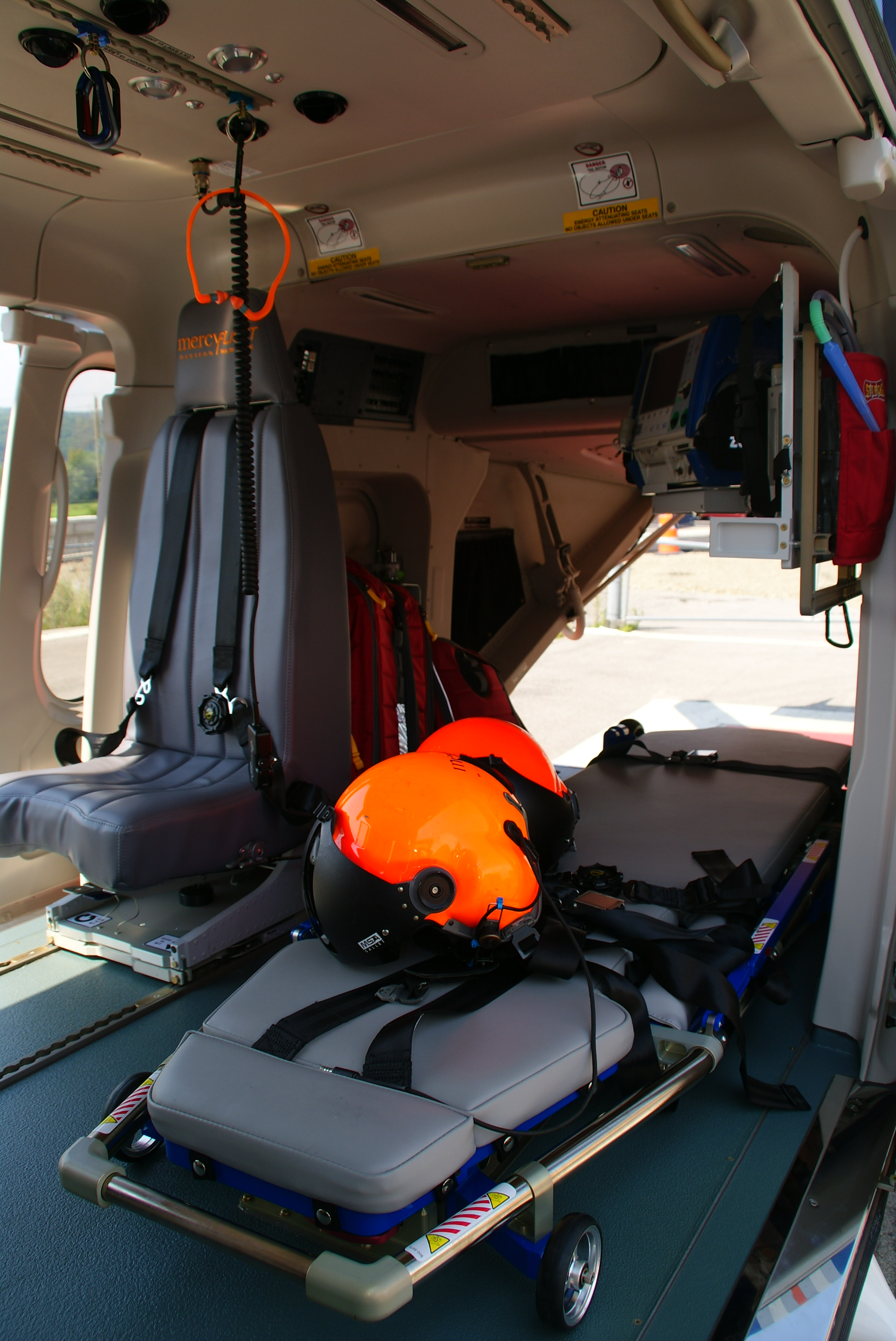
Кабіна евакуаційного Bell 429

Джерело: Bell 429 brochure, Bell Helicopter 429 product specifications, Flug Revue Bell 429 page, Aviation Week
Основні характеристики
- Екіпаж: 1 пілот
- Пасажиромісткість: 7 пасажирів (шість у пасажирській кабіні і один поряд з пілотом)
- Довжина: 12,7 м
- Висота: 4,04 м
- Діаметр несучого гвинта: 10,97 м

- Маса порожнього: 1925 кг
- Нормальна злітна маса: 3175 кг
- Корисне навантаження: 1250 кг
- Маса палива у внутрішніх баках: 814 л
- Маса палива у додаткових баках: 151 л
- Силова установка: 2 × турбовальний Pratt & Whitney Canada PW207D1  625 кс ( 466 кВт; )

Вантажний відсік
- об'єм : 5,8 м³

Льотні характеристики
- Максимально допустима швидкість: 287 км/год[6]
- Крейсерська швидкість: 273 км/год
- Практична дальність: 722 км
- Висота зависання: 4307 м